# Acasto
Àcasto (in greco antico: Ἄκαστος?, Ákastos, in latino Ăcastus) è un personaggio della mitologia greca. Fu un re di Iolco, argonauta e prese parte alla caccia del cinghiale calidonio.

## Genealogia
Figlio di Pelia e Anassibia (o Filomache), sposò Astidamia ed ebbe tre figlie Sterope e Laodamia e Stenele.

## Mitologia
Successe al trono del padre dopo che questi fu fatto uccidere da Medea e Giasone e poi espulse i due cospiratori dal regno.
In onore del padre istituì giochi funebri dove partecipò anche Peleo (che era in esilio presso di lui per aver ucciso Euritione) e che fu oggetto prima delle avances di sua moglie e poi della sua vendetta poiché lo accusò di aver cercato di violentarla.
Acasto (che non seppe mai che le accuse di violenza erano false), non uccise direttamente Peleo ma lo invitò ad una battuta di caccia sul monte Pelio e quando la sera questi dormì gli nascose la spada e lo abbandonò. Al risveglio Peleo fu catturato dai Centauri ma Chirone, uno dei centauri. lo salvò e gli rese la spada.
Iolco, il regno di Acasto, fu infine saccheggiato dai Dioscuri da Peleo che infine uccise Astidamia squartandola.
Alla morte di Acasto il suo regno (di cui era originario Giasone) fu dato a Tessalo (figlio di Giasone).